# Louis Visentin
Pour les articles homonymes, voir Visentin.
 (décembre 2023).
Louis Peter Visentin est un biologiste canadien qui a occupé les fonctions de président et vice-chancelier de l'Université de Brandon. Il assume ces responsabilités de mai 2000 jusqu'à sa retraite en 2009,.
Visentin obtient son doctorat en biologie moléculaire de l'université du Michigan en 1969. Avant de devenir président de l'Université de Brandon, il occupe le poste de vice-président (enseignement) à l'Université du Nouveau-Brunswick. Son engagement dans le domaine de l'éducation et de la recherche s'étend au-delà de[non neutre] son rôle universitaire, en tant qu'ancien membre du Conseil d'administration du Conseil national de recherches et du Conseil consultatif économique du Premier ministre du Manitoba, notamment au sein du Groupe de travail sur le développement d'une stratégie d'image.
Visentin est honoré de la Médaille du jubilé de la Reine pour services rendus au Canada en 2002, ainsi que du Très vénérable ordre de Saint-Jean en 2003.